# Nobéré
Nobéré è un dipartimento del Burkina Faso classificato come comune, situato nella Provincia di Zoundwéogo, facente parte della Regione del Centro-Sud.
Il dipartimento si compone del capoluogo e di altri 26 villaggi: Bakaogo, Barse, Bion, Bisboumbou, Dakiecma, Doncin, Kambo, Kataga, Koakin, Kougrissince, Lamzoussi, Linoghin, Nioryida, Nobili, Passintinga, Pissi, Pougnerkougri, Sarogo, Seloghin, Soulougre, Tampouy, Tamse, Tewaka, Teomighin, Togse e Zagable.